# 盧米約基

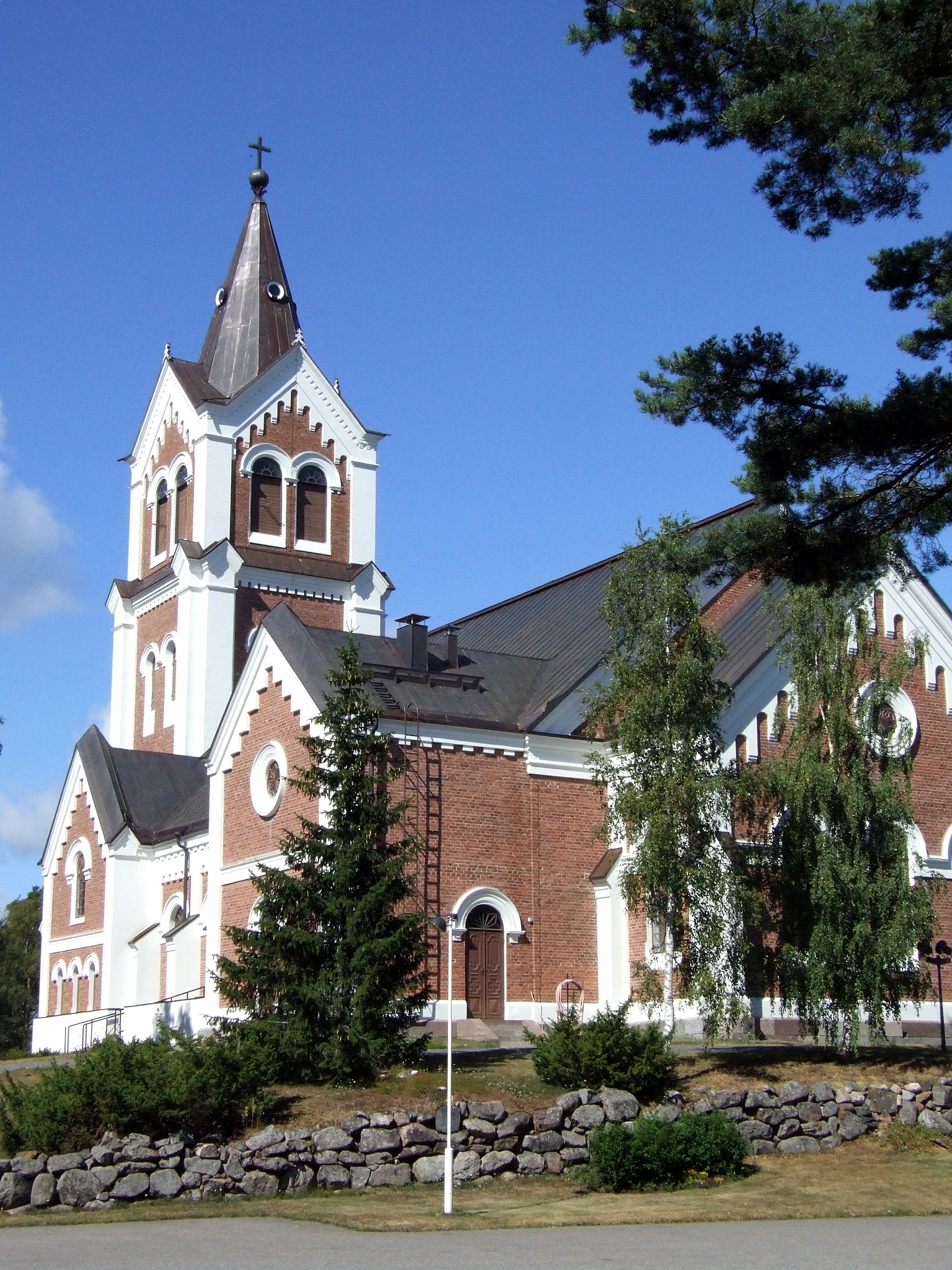
盧米約基教堂

盧米約基（芬蘭語：Lumijoki）是芬蘭北博滕區的市鎮，位於該國西部，距離奧盧40公里，始建於1867年，面積290.29平方公里，2013年人口2,041，人口密度為每平方公里9.57人。

## 外部連結
- 盧米約基市镇官方网站 （页面存档备份，存于） （文）